# Charles Green (bobåkare)
Charles Patrick Green, född 30 mars 1914 i Pietermaritzburg, död 10 april 1999 i Owen Sound, var en brittisk bobåkare.
Green blev olympisk bronsmedaljör i fyrmansbob vid vinterspelen 1936 i Garmisch-Partenkirchen.